# Aire (Ardenes)
|  | Per a altres significats, vegeu «Aire (desambiguació)». |

Aire és un municipi francès situat al departament de les Ardenes i a la regió del Gran Est. L'any 2007 tenia 231 habitants.

## Demografia

### Població
El 2007 la població de fet d'Aire era de 231 persones. Hi havia 82 famílies de les quals 12 eren unipersonals (4 homes vivint sols i 8 dones vivint soles), 31 parelles sense fills i 39 parelles amb fills.
La població ha evolucionat segons el següent gràfic:
Habitants censats

### Habitatges
El 2007 hi havia 87 habitatges, 80 eren l'habitatge principal de la família, 4 eren segones residències i 3 estaven desocupats. Tots els 87 habitatges eren cases. Dels 80 habitatges principals, 64 estaven ocupats pels seus propietaris, 16 estaven llogats i ocupats pels llogaters i 1 estava cedit a títol gratuït; 1 tenia dues cambres, 4 en tenien tres, 10 en tenien quatre i 66 en tenien cinc o més. 67 habitatges disposaven pel capbaix d'una plaça de pàrquing. A 34 habitatges hi havia un automòbil i a 42 n'hi havia dos o més.

### Piràmide de població
La piràmide de població per edats i sexe el 2009 era:
| Homes | Edats   | Dones |
| ----- | ------- | ----- |
| 0     | 95 o +  | 0     |
| 0     | 90 a 94 | 0     |
| 0     | 85 a 89 | 0     |
| 0     | 80 a 84 | 2     |
| 1     | 75 a 79 | 5     |
| 4     | 70 a 74 | 3     |
| 8     | 65 a 69 | 5     |
| 4     | 60 a 64 | 7     |
| 2     | 55 a 59 | 3     |
| 3     | 50 a 54 | 3     |
| 8     | 45 a 49 | 7     |
| 9     | 40 a 44 | 10    |
| 9     | 35 a 39 | 6     |
| 10    | 30 a 34 | 10    |
| 4     | 25 a 29 | 7     |
| 5     | 20 a 24 | 5     |
| 6     | 15 a 19 | 9     |
| 5     | 10 a 14 | 11    |
| 10    | 5 a 9   | 9     |
| 6     | 0 a 4   | 9     |

## Economia
El 2007 la població en edat de treballar era de 142 persones, 112 eren actives i 30 eren inactives. De les 112 persones actives 102 estaven ocupades (57 homes i 45 dones) i 10 estaven aturades (3 homes i 7 dones). De les 30 persones inactives 6 estaven jubilades, 17 estaven estudiant i 7 estaven classificades com a «altres inactius».

### Ingressos
El 2009 a Aire hi havia 80 unitats fiscals que integraven 230 persones, la mediana anual d'ingressos fiscals per persona era de 17.777 €.

### Activitats econòmiques
Dels 13 establiments que hi havia el 2007, 1 era d'una empresa de fabricació d'altres productes industrials, 5 d'empreses de construcció, 3 d'empreses de comerç i reparació d'automòbils, 1 d'una empresa immobiliària, 2 d'empreses de serveis i 1 d'una empresa classificada com a «altres activitats de serveis».
Dels 6 establiments de servei als particulars que hi havia el 2009, 1 era un taller de reparació d'automòbils i de material agrícola, 1 paleta, 2 fusteries i 2 lampisteries.
L'any 2000 a Aire hi havia 8 explotacions agrícoles.

## Poblacions més properes
El següent diagrama mostra les poblacions més properes.